# 242

## Esdeveniments
- Imperi Romà: Gordià III realitza la seva expedició militar sobre Pèrsia, Síria i Armènia, contra els sassànides.
- 20 de març - Pèrsia: Amb la mort del seu pare Artaxerxes I, Sapor I esdevé monarca sassànida únic. En la seva coronació, Mani proclama la seva nova doctrina, el maniqueisme.

## Necrològiques
- Pèrsia: Artaxerxes I, primer rei de reis de la dinastia sassànida.